# Еркиншилик
Еркиншили́к (каз. Еркіншілік ауылы, до 2010 г. — Па́вловка) — аул в Ерейментауском районе Акмолинской области Казахстана. Административный центр Еркиншиликского сельского округа. Код КАТО — 114655100.

## География
Аул расположен на берегу реки Карасу, в западной части района, на расстоянии примерно 40 километров (по прямой) к юго-западу от административного центра района — города Ерейментау.
Абсолютная высота — 351 метров над уровнем моря.
Климат холодно-умеренный, с хорошей влажностью. Среднегодовая температура воздуха положительная и составляет около +3,8°С. Среднемесячная температура воздуха в июле достигает +19,8°С. Среднемесячная температура января составляет около -14,5°С. Среднегодовое количество осадков составляет около 420 мм. Основная часть осадков выпадает в период с мая по август.
Ближайшие населённые пункты: село Енбек — на востоке, аул Олжабай батыра — на юго-востоке, аул Аксуат — на юге.
Через аул проходит Южно-Сибирская железнодорожная магистраль, имеется станция.
Близ аула проходит автодорога областного значения — КС-2 «Ерейментау — Еркиншилик — Аршалы».

## Население
В 1989 году население аула составляло 4373 человек (из них немцы — 59 %).
В 1999 году население аула составляло 3900 человек (1946 мужчин и 1954 женщины). По данным переписи 2009 года, в ауле проживало 3708 человек (1883 мужчины и 1825 женщин).
| Численность населения | Численность населения | Численность населения |
| 1989                  | 1999                  | 2009                  |
| --------------------- | --------------------- | --------------------- |
| 4373                  | ↘3900                 | ↘3708                 |

## История
Основан в 1898 году в Акмолинском уезде по соседству с зимним аулом номер 9 Еременской киргизской (казахской) кочующей волости как переселенческий участок Нуралы-Карасу с нарезкой земли на 364 души из расчета 15 десятин на каждую. В 1899 году переселенческим управлением построено два казенных колодца. Сельское общество Павловское образовано в 1901 году . В 1909 году построен молитвенный дом на средства общества. Заселен был  немецкими переселенцами с Поволжья.

## Улицы[9]
- ул. 60 лет Казахстана
- ул. им. Абая Кунанбаева
- ул. им. Андрея Риммера
- ул. Больничная
- ул. им. Владимира Ленина
- ул. им. Карла Маркса
- ул. Мира
- ул. Молодёжеая
- ул. им. Мухтара Ауэзова
- ул. Набережная
- ул. Нефтебазы
- ул. Новая
- ул. Площадь Юрия Гагарина
- ул. Пристанционная
- ул. им. Сергея Кирова
- ул. Целинная
- ул. Южная
- ул. им. Юрия Гагарина